# Singapore Technologies Kinetics
Singapore Technologies Kinetics est le nom actuel (depuis l'an 2000 environ) de Chartered Industries of Singapore. Cette usine d'armement singapourienne fut fondée dans les années 1960 pour produire des M16A1 sous licence Colt. Elle assura aussi la sous-traitance de l'AR-18. Son expansion passa ensuite par la création des SAR 80 puis SR 88. Vint ensuite l'Ultimax 100 qui s'exporta bien. La STK revalorisa les AMX-13 avant de fabriquer le Bionix (VCI).

## Sources
Cette notice est issue de la lecture des revues spécialisées de langue française suivantes :
- Cibles (Fr)
- AMI (B, disparue en 1988)
- Gazette des armes (Fr)
- Action Guns  (Fr)
- Raids (Fr)
- Assaut (Fr)